# Reinga apica
Reinga apica är en spindelart som beskrevs av Forster och Wilton 1973. Reinga apica ingår i släktet Reinga och familjen Amphinectidae. Inga underarter finns listade i Catalogue of Life.